# Aporosa nitida
Aporosa nitida är en emblikaväxtart som beskrevs av Elmer Drew Merrill. Aporosa nitida ingår i släktet Aporosa och familjen emblikaväxter. Inga underarter finns listade i Catalogue of Life.